# Alatiliparis
Alatiliparis é um género botânico pertencente à família das orquídeas (Orchidaceae).

## Espécies
- Alatiliparis angustiflora (J.J.Sm.) Szlach. & Marg.
- Alatiliparis filicornes Marg. & Szlach.
- Alatiliparis lepanthes (Schltr.) Szlach. & Marg.
- Alatiliparis otochilus Marg. & Szlach.
- Alatiliparis speculifera (J.J.Sm.) Szlach. & Marg.